# 法人格否認の法理
法人格否認の法理（ほうじんかくひにんのほうり）とは、法人格が形骸にすぎない場合や法人格が濫用されている場合に、紛争解決に必要な範囲で、法人とその背後の者との分離を否定する法理。
アメリカの判例理論に由来する法理である。日本の法律に明文の規定はなく、1969年（昭和44年）の最高裁判所第一小法廷判決、最高裁によってその法理としての採用が初めて認められた。以降、裁判例での採用が相次ぎ、学会での研究も進んだが、実定法上の根拠は商法・会社法上には存在せず、民法1条3項などの一般条項に求められる。
一方、中国の新しい会社法（2006年施行）では第20条において、一定の場合には株主が会社の債務について連帯して責任を負う旨規定されているが、これは法人格否認の法理を明文で採用したものである。

## 概要
法人は構成員や関係者（株主、役員等）とは別個の人格が与えられ、独立して権利義務の主体となる。しかし、一定の場合には法人の形式的独立性を認めることが正義・衡平に反する結果をもたらすことがある。そのようなときに法人とその背後の者（支配株主や経営者等）とを同一視することを法人格の否認という。法人格の消滅をもたらすわけではないという意味で、会社の解散命令（会社法第824条）とは異なる。
そもそも会社に法人格が認められるのは会社が国民経済的に有用な機能を営んでいるからである。ゆえに法人格が濫用される場合や法人格が形骸化している場合には会社が国民経済的に有用な機能を営んでいるとはいえない。ゆえに会社の法人格を当該事案の解決に必要な範囲内で否定し会社とその背後にあるものを同一視するのである。

## 法理の位置づけ
法人格否認の法理の機能する場面は従来は法人成りしたばかりの個人企業といったいわゆる小規模閉鎖会社における問題がほとんどであった。平成2年改正により、商法に最低資本金制度が導入されたことから、法人格否認の法理の適用事例が減少するのでは、という見込みがなされたことがある。ところが、平成17年の会社法においては、最低資本金制度が廃止されるなど、会社債権者の保護を目的とする法制度が従来より手薄くなることになった。
最低資本金など従来の会社債権者保護制度の代わりとして法人格否認の法理の積極的活用を期待する見解がある一方、法人格否認の法理は一般条項から導き出された法理であるため法的安定性の見地からかんがみてなるべく適用を避けるべきで、まずは契約の条項や弾力的解釈による解決を目指し、それでは解決が困難な場合に適用する「最後の砦」としての位置づけ見解もある（例えば、取締役の責任を追及する場合には、まずは取締役の第三者責任の条項に照らし合わせてから考えるべきであるとする）。
また、近年では法人格否認の法理の適用場面は親子会社間の問題についてまで拡張している。

## 効果
法人格否認の法理が適用された場合の効果としては、まず、会社等の債務と同様の債務を背後者（支配株主や経営者等）が負担すること（実定法上の効果）になることには異論がないが、会社等の債務につき債権者が取得した勝訴判決の効果（既判力の拡張等）が背後者（支配株主や経営者等）にまで及ぶ（手続法上の効果）かどうかについては争いがある。最高裁は手続の明確性や安定性を理由に法人格否認の法理の訴訟法上の効果を否定しており、訴訟法学者を中心に否定説が有力であるが、近年では訴訟法上の信義則を理由に実質的に訴訟法上の効果を肯定した裁判例もあるという。

## 日本の参考判例
- 最高裁判所第一小法廷昭和44年2月27日判決 民集第23巻2号511頁[10]
- 最高裁判所昭和48年10月26日判決[11] - 旧会社が債務免脱等を目的に新会社を設立した場合、取引の相手方は新旧両会社のいずれにも債務についての責任を追及することができる